# Genlisea repens
Genlisea repens es una planta del género Genlisea nativa de Sudamérica.